# Переваловское муниципальное образование
Переваловское муниципальное образование — сельское поселение в Тюменском районе Тюменской области Российской Федерации.
Административный центр — село Перевалово.

## История
Статус и границы сельского поселения установлены Законом Тюменской области от 5 ноября 2004 года № 263 «Об установлении границ муниципальных образований Тюменской области и наделении их статусом муниципального района, городского округа и сельского поселения».

## Население
| 2010  | 2011  | 2012  | 2013  | 2014  | 2015  | 2016  |
| ----- | ----- | ----- | ----- | ----- | ----- | ----- |
| 2985  | ↗2988 | ↗3209 | ↗3459 | ↗3827 | ↗4111 | ↗4329 |
| 2017  | 2018  | 2019  | 2020  | 2021  |       |       |
| ↗4384 | ↗4517 | ↗5559 | ↗5969 | ↗7536 |       |       |

## Состав сельского поселения
| № | Населённый пункт | Тип населённого пункта       | Население |
| - | ---------------- | ---------------------------- | --------- |
| 1 | Елань            | деревня                      | 57        |
| 2 | Зубарева         | деревня                      | 222       |
| 3 | Перевалово       | село, административный центр | ↗3611     |
| 4 | Подъём           | посёлок                      | 87        |
| 5 | Ушакова          | деревня                      | 1252      |